# Тауматин

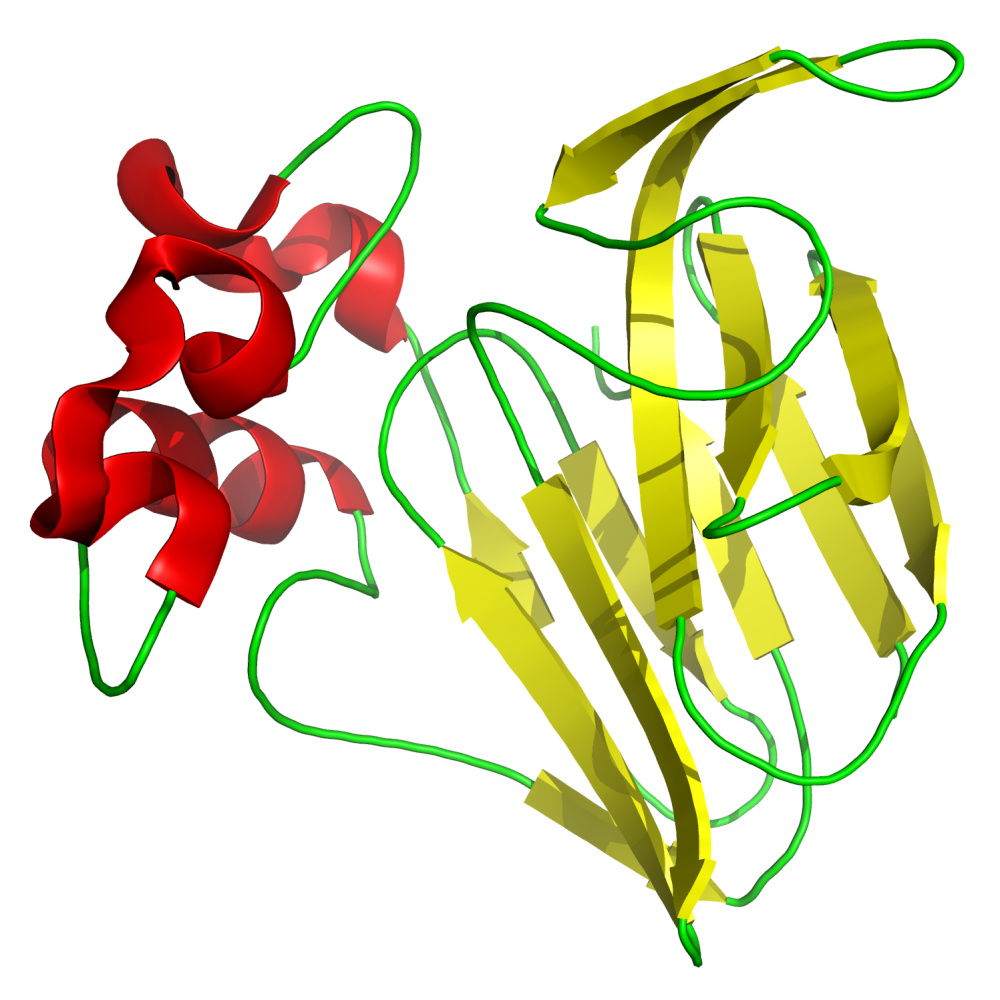
Thaumatin I

Тауматин або тавматин (англ. Thaumatin, від дав.-гр. θαυματ-, від дав.-гр. θαῦμα — диво) — низькокалорійний підсолоджувач та модифікатор смаку білкової природи. Цей білок зазвичай використовується саме для модифікації смаку, а не як цукрозамінник.
Тауматини були вперше відкриті як суміш білків, виділені з рослини Thaumatococcus daniellii, котра зростає у Західній Африці. Білки родини тауматину солодші за сахарозу (цукор) у 1000—2000 разів. Не дивлячись на те, що вони володіють солодким смаком, останній дуже відрізняється від смаку цукру. Відчуття солодкого смаку настає дуже повільно. Відчуття продовжуються дуже довго, залишаючи післясмак,  схожий на смак локриці. Білок тауматин добре розчинний у воді, стабільний при нагріванні, а також в кислому середовищі.

## Структура
Тауматин І є поліпептидом, що складається з 207 амінокислотних залишків. Його вторинна структура представлена переважно  β-шарами та невеликою кількістю α-спіралей. Містить 8 дисульфідних зв'язків, в утворенні яких задіяні всі молекули цистеїну. Оптимум рН знаходиться в межах 7; температура денатурації = 70 °С.

## Біологічна роль

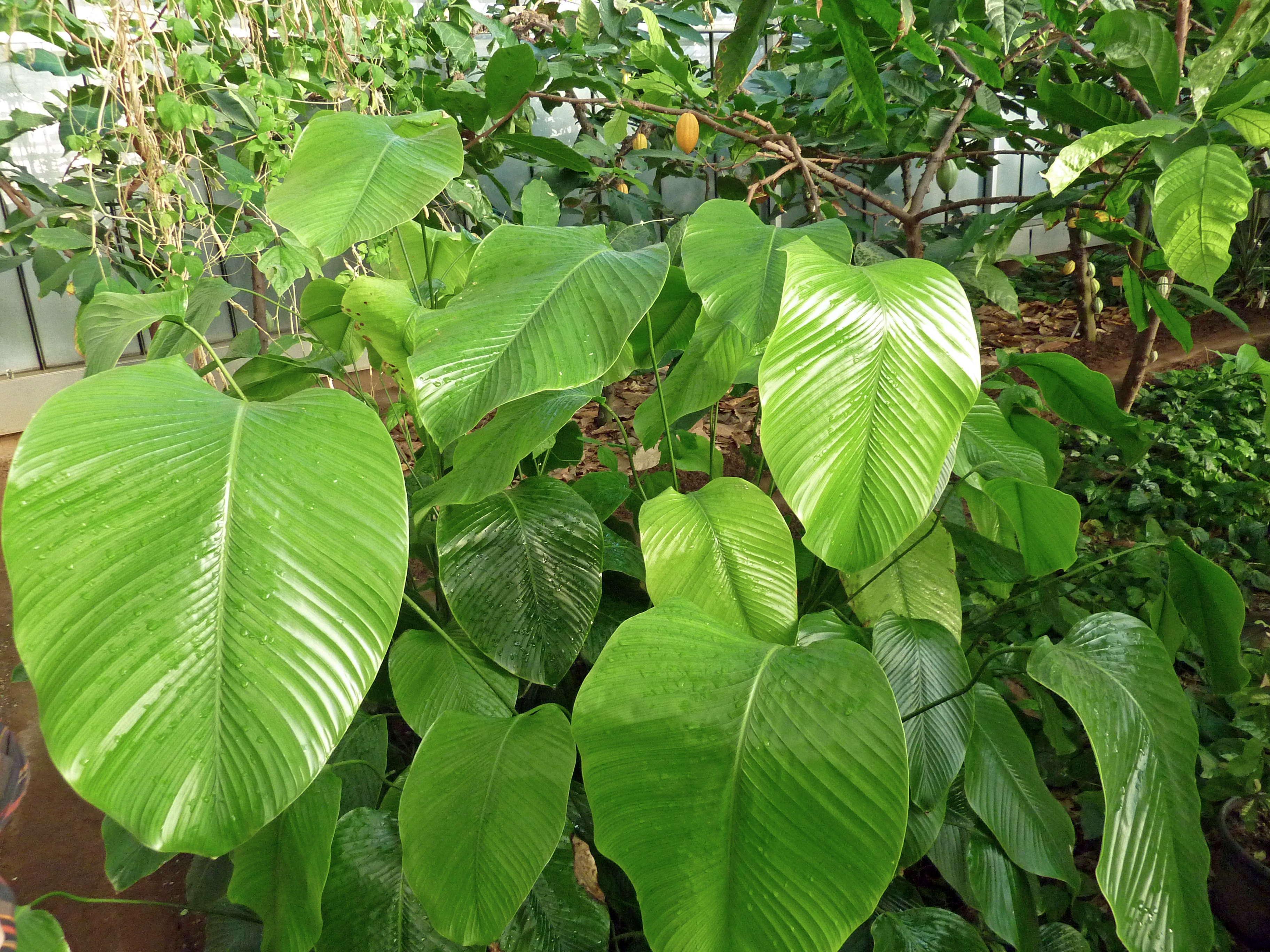
Thaumatococcus daniellii з якої добувають таумаин

Продукція тауматину в Thaumatococcus daniellii відбувається як захисна реакція рослини у відповідь на атаки вірусними патогенами. Деякі представники родини білків тауматину демонструють значне пригнічення росту гіфів і утворення спор різних грибів in vitro. Білок тауматин вважається прототипом для білків, що відповідають за патогенну відповідь. Ця область тауматину була знайдена в різних видах, таких як рис або Caenorhabditis elegans.
Тауматини — є стрес індукованими білками, що утворюються у відповідь на зараження рослини грибами відділів Acrasiomycota та Oomycota. Види цих відділів містять в складі клітинної стінки β-1,3-глюкани. Тауматин викликає лізис грибного міцелію за рахунок зв'язування із цими глюканами.

## Виробництво

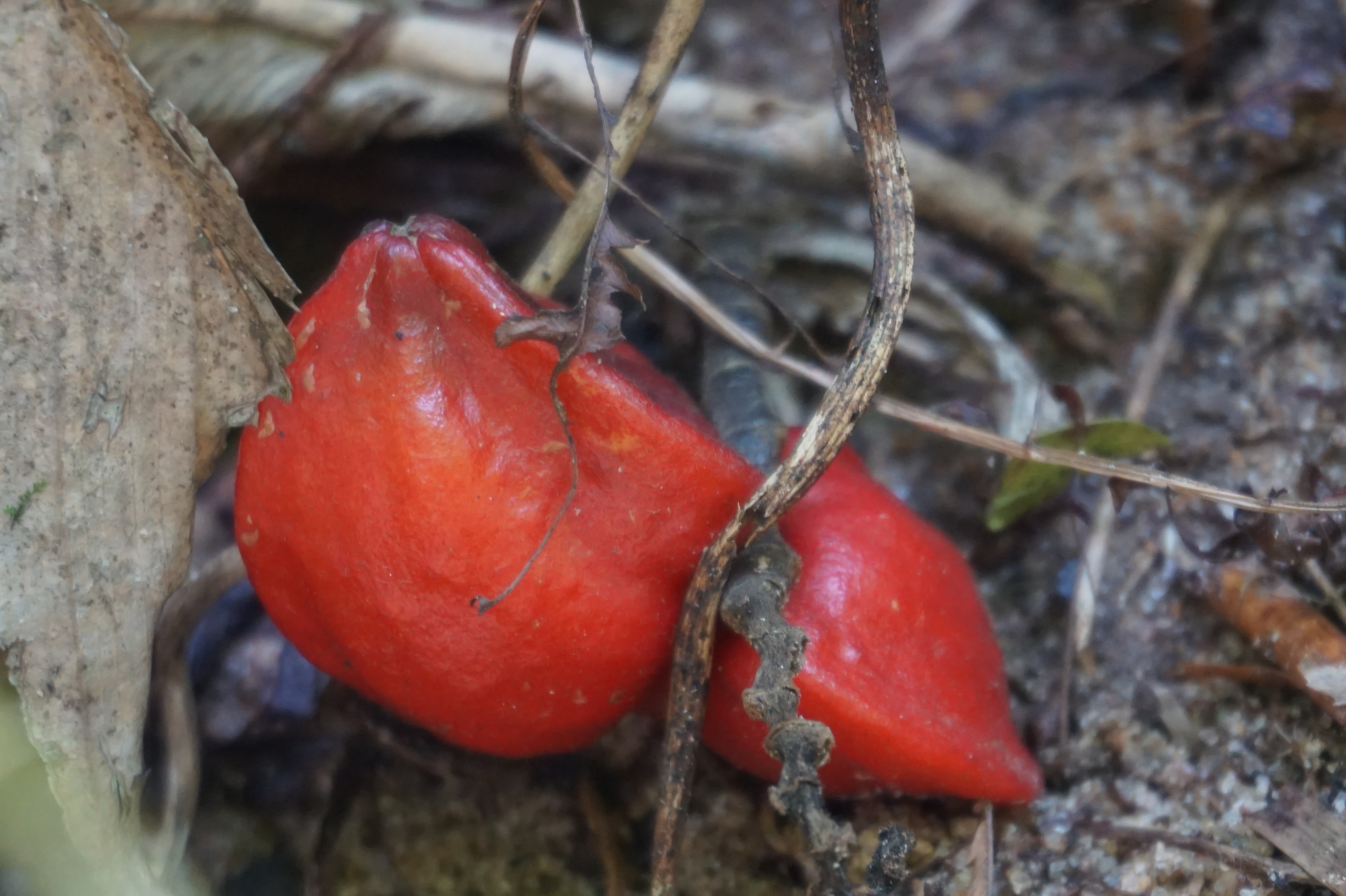
Плоди Thaumatococcus daniellii

У Західній Африці плоди катемфе вирощують і використовують для поліпшення смаку їжі і напоїв протягом тривалого часу. Насіння з плодів рослини укладені в мембранний мішок, або аріллус, який і є в даному випадку джерелом тауматину. У 1970-х фірма «Tate and Lyle» почала екстрагувати тауматин з плодів. У 1990 році дослідники компанії «Unilever» повідомили про вилучення і розшифровку генетичної послідовності двох основних білків, що належать до родини тауматину, які вони назвали тауматин I і тауматин II. Ці дослідження також показали експресію тауматину генетично зміненою бактерією.
Тауматин був схвалений як підсолоджувач в ЄС (E957 [Архівовано 26 вересня 2020 у Wayback Machine.]), Ізраїлі та Японії. У США він схвалений як безпечна речовина і коректор смаку (FEMA GRAS 3732), але не як підсолоджувач.
Тауматин є єдиним солодким білком дозволеним FDA як цілком безпечний.

## Застосування
У харчовій промисловості тауматин використовується в основному для посилення солодкого смаку кондитерських виробів (в основі яких какао), зацукрованих сухофруктів, виробів з цукру, морозива, інших нецукровмісних або низькокалорійних продуктів. Також харчова добавка Е957 входить до складу жувальної гумки, біологічно активних добавок. На її основі створюються столові підсолоджувачі, призначені для людей, які страждають на цукровий діабет і ожиріння. Крім того, речовина може міститися в безалкогольних та слабоалкогольних напоях. При невеликих дозуваннях тауматин грає роль підсилювача смаку і запаху. Харчова добавка Е957 застосовується в фармацевтиці. Він входить до складу солодких мікстур, сиропів, лікувальних льодяників і драже, дитячих комплексів вітамінів відомих торгових марок.